# Torneo Clausura de Primera B 2024 (Liga Chacarera)
El Torneo Clausura 2024 «Luis Soria y Alberto González» de Primera B, organizado por la Liga Chacarera de Fútbol, fue el tercer y último torneo de la temporada 2025 en dicha categoría. Inició el 11 de octubre y finalizó el 30 de noviembre.
Inicialmente este torneo no estaba en los planes, pero en la reunión de presidentes, el lunes 16 de septiembre, dirigentes expresaron al presidente de la Liga, Lucas Cisternas, jugar un torneo más ya que estos no tendrán competencia hasta marzo o abril del próximo año.
Lo disputarán los siete equipos pertenecientes a dicha división. Al no haber nada deportivo en juego, se tomó la decisión que el equipo se corone campeón se lleve una suma de un millón de pesos.
El sorteo del fixture se llevó a cabo el lunes 30 de septiembre en la sede de la Liga Chacarera.
Consagró campeón al Centro Cultural y Deportivo La Carrera bajo las órdenes de la dupla técnica compuesta por "Kocho" Varela y Nahuel Amaya.

## Formato
Los 7 equipos jugarán 6 partidos cada uno a lo largo de 7 fechas, en una sola rueda, bajo el sistema de todos contra todos. En este torneo se usará el sistema de puntos, de acuerdo a la reglamentación de la Internacional F. A. Board, asignándose tres puntos al equipo que resulte ganador, un punto a cada uno en caso de empate y cero puntos al perdedor.
El club que finalice en el primer puesto de la tabla de posiciones, se consagrará campeón y además obtendrá un premio económico de $700.000 pesos, mientras que el subcampeón se llevará $300.000 pesos.
En la reunión llevada a cabo el 30 de septiembre, por pedido de los presidentes, se determinó que si dos equipos finalizan con los mismos puntos en la primera posición, se deberá jugar una final para conocer al campeón.
Criterio de desempate en igualdad de puntos
- En caso de igualdad de puntos en el primer lugar al término de las siete fechas entre dos equipos, se disputará un partido final para determinar al campeón del torneo.

- En el caso de igualdad de puntos entre tres equipos en la primera posición y de igual manera entre dos o más equipos para determinar cualquier ubicación en la tabla de posiciones, se aplicará el siguiente sistema:

En favor del equipo que, considerando exclusivamente los partidos disputados contra aquel o aquellos con los que hubiera empatado la posición, hubiera obtenido mayor cantidad de puntos o, en caso de empate, en el siguiente orden:
1. Mayor diferencia de goles.
2. Mayor cantidad de goles a favor.
3. Mayor cantidad de goles en contra.
4. De persistir la igualdad se tendrán en cuenta todos los goles obtenidos en cada torneo de la presente temporada.

## Ascensos y descensos
| Pos.          | Ascendido de la Primera B 2023 |
| ------------- | ------------------------------ |
| Campeón Anual | Independiente (San Antonio)    |
| Ganador Petit | La Estación (Miraflores)       |

| Pos.       | Descendidos de la Primera División 2023 |
| ---------- | --------------------------------------- |
| 10.º Prom. | Ateneo Mariano Moreno                   |
| 11.º Pos.  | Deportivo Las Pirquitas                 |

## Equipos participantes
| Nombre del club                                 | Ciudad                  | Departamento        | Fundación           |
| ----------------------------------------------- | ----------------------- | ------------------- | ------------------- |
| Club Ateneo Mariano Moreno                      | Villa Dolores           | Valle Viejo         | 17 de julio de 1941 |
| Club Atlético La Tercena                        | La Tercena              | Fray Mamerto Esquiú | 18 de junio de 1933 |
| Centro Cultural y Deportivo La Carrera          | La Carrera              | Fray Mamerto Esquiú | 5 de agosto de 1943 |
| Club Social, Cultural y Deportivo Las Pirquitas | Las Pirquitas           | Fray Mamerto Esquiú | 17 de enero de 1983 |
| Club Deportivo Sumalao                          | Sumalao                 | Valle Viejo         | 15 de marzo de 1926 |
| Club Deportivo Juventud Unida                   | La Falda de San Antonio | Fray Mamerto Esquiú | 5 de julio de 1948  |
| Club Social y Deportivo San Antonio             | San Antonio             | Fray Mamerto Esquiú | 28 de mayo de 1940  |

### Distribución geográfica de los equipos
| Departamento        | Cant. | Equipos |
| ------------------- | ----- | --- |
| Fray Mamerto Esquiú | 5     | Atlético La Tercena, Deportivo La Carrera, Deportivo Las Pirquitas, Juventud Unida (La Falda) y Social San Antonio |
| Valle Viejo         | 2     | Ateneo Mariano Moreno y Deportivo Sumalao                                                                          |

## Estadios
| | | |
| | | |
| Estadio Primo Antonio Prevedello Ciudad: San Isidro Capacidad: 6 000 espectadores Propietario: Liga Chacarera de Fútbol | Estadio Jorge César Vargas Ciudad: Banda de Varela Capacidad: 1 500 espectadores Propietario: Club Deportivo Coronel Daza | Estadio Las Pirquitas Ciudad: Villa Las Pirquitas Capacidad: 500 espectadores Propietario: Club S. C. y Deportivo Las Pirquitas |

## Competición

### Tabla de posiciones
| Pos. | Equipo                    | Pts. | PJ | PG | PE | PP | GF | GC | Dif. |
| ---- | ------------------------- | ---- | -- | -- | -- | -- | -- | -- | ---- |
| 1.º  | Deportivo La Carrera      | 13   | 6  | 4  | 1  | 1  | 14 | 9  | 5    |
| 2.º  | Atlético La Tercena       | 10   | 6  | 2  | 4  | 0  | 8  | 6  | 2    |
| 3.º  | Ateneo Mariano Moreno     | 10   | 6  | 3  | 1  | 2  | 7  | 6  | 1    |
| 4.º  | Deportivo Las Pirquitas   | 9    | 6  | 2  | 3  | 1  | 10 | 8  | 2    |
| 5.º  | Deportivo Sumalao         | 7    | 6  | 2  | 1  | 3  | 6  | 6  | 0    |
| 6.º  | Juventud Unida (La Falda) | 7    | 6  | 2  | 1  | 3  | 5  | 9  | −4   |
| 7.º  | Social San Antonio        | 1    | 6  | 0  | 1  | 5  | 5  | 11 | −6   |

|  | Campeón. Ganó setecientos mil pesos.    |
|  | Subcampeón. Ganó trescientos mil pesos. |

|  |

#### Evolución de las posiciones
| Equipo / Fecha          | 1 | 2 | 3 | 4 | 5 | 6 | 7 |
| ----------------------- | - | - | - | - | - | - | - |
| Ateneo Mariano Moreno   | 6 | 3 | 1 | 2 | 3 | 2 | 3 |
| Atlético La Tercena     | 2 | 2 | 2 | 3 | 1 | 3 | 2 |
| Deportivo La Carrera    | 4 | 5 | 4 | 1 | 2 | 1 | 1 |
| Deportivo Las Pirquitas | 3 | 1 | 3 | 4 | 4 | 4 | 4 |
| Deportivo Sumalao       | 1 | 4 | 5 | 5 | 5 | 5 | 5 |
| Juventud Unida (LF)     | 7 | 7 | 7 | 7 | 6 | 6 | 6 |
| Social San Antonio      | 5 | 6 | 6 | 6 | 7 | 7 | 7 |

|  |

#### Tabla de resultados cruzados
| Local \ Visitante          | AMM | ALT | DLC | DLP | SUM | JUV | SSA |
| -------------------------- | --- | --- | --- | --- | --- | --- | --- |
| Ateneo Mariano Moreno      | —   |     | 0–2 | 3–1 |     | 0–1 |     |
| Atlético La Tercena        | 1–1 | —   |     | 2–2 |     |     | 2–1 |
| Deportivo La Carrera       |     | 1–1 | —   |     | 3–2 | 3–1 |     |
| Deportivo Las Pirquitas    |     |     | 3–2 | —   | 0–0 | 3–0 |     |
| Deportivo Sumalao          | 0–1 | 0–1 |     |     | —   |     | 2–0 |
| Juventud Unida de La Falda |     | 1–1 |     |     | 1–2 | —   | 1–0 |
| Social San Antonio         | 1–2 |     | 2–3 | 1–1 |     |     | —   |

### Resultados
| Fecha 1                             | Fecha 1   | Fecha 1                 | Fecha 1                  | Fecha 1       | Fecha 1 |
| Local                               | Resultado | Visita                  | Estadio                  | Fecha         | Hora    |
| ----------------------------------- | --------- | ----------------------- | ------------------------ | ------------- | ------- |
| Deportivo La Carrera                | 1 - 1     | Atlético La Tercena     | Primo Antonio Prevedello | 11 de octubre | 15:00   |
| Juventud Unida (La Falda)           | 1 - 2     | Deportivo Sumalao       | Primo Antonio Prevedello | 12 de octubre | 15:00   |
| Social San Antonio                  | 1 - 1     | Deportivo Las Pirquitas | Primo Antonio Prevedello | 13 de octubre | 15:00   |
| Equipo libre: Ateneo Mariano Moreno |           |                         |                          |               |         |

| Fecha 2                            | Fecha 2   | Fecha 2                   | Fecha 2                  | Fecha 2       | Fecha 2 |
| Local                              | Resultado | Visita                    | Estadio                  | Fecha         | Hora    |
| ---------------------------------- | --------- | ------------------------- | ------------------------ | ------------- | ------- |
| Deportivo Sumalao                  | 0 - 1     | Ateneo Mariano Moreno     | Primo Antonio Prevedello | 18 de octubre | 15:00   |
| Deportivo Las Pirquitas            | 3 - 0     | Juventud Unida (La Falda) | Las Pirquitas            | 18 de octubre | 16:30   |
| Atlético La Tercena                | 2 - 1     | Social San Antonio        | Primo Antonio Prevedello | 19 de octubre | 15:00   |
| Equipo libre: Deportivo La Carrera |           |                           |                          |               |         |

| Fecha 3                         | Fecha 3   | Fecha 3                 | Fecha 3                  | Fecha 3       | Fecha 3 |
| Local                           | Resultado | Visita                  | Estadio                  | Fecha         | Hora    |
| ------------------------------- | --------- | ----------------------- | ------------------------ | ------------- | ------- |
| Social San Antonio              | 2 - 3     | Deportivo La Carrera    | Primo Antonio Prevedello | 25 de octubre | 15:30   |
| Ateneo Mariano Moreno           | 3 - 1     | Deportivo Las Pirquitas | Primo Antonio Prevedello | 25 de octubre | 17:30   |
| Juventud Unida (La Falda)       | 1 - 1     | Atlético La Tercena     | Primo Antonio Prevedello | 26 de octubre | 15:30   |
| Equipo libre: Deportivo Sumalao |           |                         |                          |               |         |

| Fecha 4                          | Fecha 4   | Fecha 4                   | Fecha 4                  | Fecha 4        | Fecha 4 |
| Local                            | Resultado | Visita                    | Estadio                  | Fecha          | Hora    |
| -------------------------------- | --------- | ------------------------- | ------------------------ | -------------- | ------- |
| Deportivo Las Pirquitas          | 0 - 0     | Deportivo Sumalao         | Las Pirquitas            | 1 de noviembre | 16:30   |
| Deportivo La Carrera             | 3 - 1     | Juventud Unida (La Falda) | Primo Antonio Prevedello | 1 de noviembre | 17:00   |
| Atlético La Tercena              | 1 - 1     | Ateneo Mariano Moreno     | Primo Antonio Prevedello | 2 de noviembre | 15:30   |
| Equipo libre: Social San Antonio |           |                           |                          |                |         |

| Fecha 5                               | Fecha 5   | Fecha 5              | Fecha 5                  | Fecha 5         | Fecha 5 |
| Local                                 | Resultado | Visita               | Estadio                  | Fecha           | Hora    |
| ------------------------------------- | --------- | -------------------- | ------------------------ | --------------- | ------- |
| Juventud Unida (La Falda)             | 1 - 0     | Social San Antonio   | Primo Antonio Prevedello | 9 de noviembre  | 15:00   |
| Ateneo Mariano Moreno                 | 0 - 2     | Deportivo La Carrera | Primo Antonio Prevedello | 9 de noviembre  | 17:00   |
| Deportivo Sumalao                     | 0 - 1     | Atlético La Tercena  | Primo Antonio Prevedello | 10 de noviembre | 15:30   |
| Equipo libre: Deportivo Las Pirquitas |           |                      |                          |                 |         |

| Fecha 6                                 | Fecha 6   | Fecha 6                 | Fecha 6                  | Fecha 6         | Fecha 6 |
| Local                                   | Resultado | Visita                  | Estadio                  | Fecha           | Hora    |
| --------------------------------------- | --------- | ----------------------- | ------------------------ | --------------- | ------- |
| Social San Antonio                      | 1 - 2     | Ateneo Mariano Moreno   | Primo Antonio Prevedello | 15 de noviembre | 16:30   |
| Atlético La Tercena                     | 2 - 2     | Deportivo Las Pirquitas | Primo Antonio Prevedello | 15 de noviembre | 18:30   |
| Deportivo La Carrera                    | 3 - 2     | Deportivo Sumalao       | Primo Antonio Prevedello | 17 de noviembre | 16:30   |
| Equipo libre: Juventud Unida (La Falda) |           |                         |                          |                 |         |

| Fecha 7                           | Fecha 7   | Fecha 7                   | Fecha 7                  | Fecha 7         | Fecha 7 |
| Local                             | Resultado | Visita                    | Estadio                  | Fecha           | Hora    |
| --------------------------------- | --------- | ------------------------- | ------------------------ | --------------- | ------- |
| Deportivo Sumalao                 | 2 - 0     | Social San Antonio        | Primo Antonio Prevedello | 29 de noviembre | 16:30   |
| Ateneo Mariano Moreno             | 0 - 1     | Juventud Unida (La Falda) | Primo Antonio Prevedello | 30 de noviembre | 16:30   |
| Deportivo Las Pirquitas           | 3 - 2     | Deportivo La Carrera      | Las Pirquitas            | 30 de noviembre | 16:30   |
| Equipo libre: Atlético La Tercena |           |                           |                          |                 |         |

| 1. |

|                                        |
| Centro Cultural y Deportivo La Carrera |
| Campeón Torneo Clausura 2024           |

## Estadísticas

### Goleadores
| Jugador                                | Equipo               | Goles |
| -------------------------------------- | -------------------- | ----- |
| Gustavo Cárdenas                       | Deportivo La Carrera | 5     |
| Axel Morel                             | Atlético La Tercena  | 3     |
| Benajamín Baigorria                    | Deportivo Sumalao    | 3     |
| Actualizado al 30 de noviembre de 2024 |                      |       |

| Eduardo Agüero Lobos | Deportivo La Carrera      | 2 |
| Jeremías Seco        | Ateneo Mariano Moreno     | 2 |
| Luciano Segura       | Deportivo La Carrera      | 2 |
| Santiago Agüero      | Juventud Unida (La Falda) | 2 |
| Tobías Olas          | Ateneo Mariano Moreno     | 2 |
| Ángel Gómez Cortez   | Social San Antonio        | 1 |
| Brandon Carrasco     | Deportivo Las Pirquitas   | 1 |
| Carlos Hidalgo       | Deportivo Las Pirquitas   | 1 |
| Brian Díaz           | Deportivo Las Pirquitas   | 1 |
| César Ferreyra       | Ateneo Mariano Moreno     | 1 |
| Daniel Arroyo        | Deportivo La Carrera      | 1 |
| Daniel Tejeda        | Deportivo La Carrera      | 1 |
| David Hidalgo        | Deportivo Las Pirquitas   | 1 |
| Emanuel Bazán        | Juventud Unida (La Falda) | 1 |
| Esteban Chaile       | Atlético La Tercena       | 1 |
| Esteban Moya         | Atlético La Tercena       | 1 |
| Fabián Martínez      | Deportivo Las Pirquitas   | 1 |
| Facundo Carreño      | Social San Antonio        | 1 |
| Franco Álvarez       | Juventud Unida (La Falda) | 1 |
| Franco Seco          | Juventud Unida (La Falda) | 1 |
| Gabriel Díaz         | Atlético La Tercena       | 1 |
| Ignacio Hidalgo      | Deportivo Las Pirquitas   | 1 |
| Ignacio Ramírez      | Atlético La Tercena       | 1 |
| Jonathan Carrizo     | Ateneo Mariano Moreno     | 1 |
| Jonathan Gómez       | Social San Antonio        | 1 |
| José Strina          | Social San Antonio        | 1 |
| Juan Pablo Silva     | Deportivo Sumalao         | 1 |
| Julián Castro        | Deportivo Las Pirquitas   | 1 |
| Lautaro Ibarra       | Ateneo Mariano Moreno     | 1 |
| Luciano Chocobar     | Social San Antonio        | 1 |
| Lucio López          | Deportivo La Carrera      | 1 |
| Marcelo Carrasco     | Deportivo Las Pirquitas   | 1 |
| Marcelo Maidana      | Atlético La Tercena       | 1 |
| Noel Elizondo        | Deportivo La Carrera      | 1 |
| Pablo Zamorano       | Deportivo La Carrera      | 1 |
| Ricardo Ramírez      | Deportivo Sumalao         | 1 |
| Rodrigo Avellaneda   | Deportivo Sumalao         | 1 |
| Sergio Álamo         | Deportivo Las Pirquitas   | 1 |
| Víctor Quinteros     | Deportivo Las Pirquitas   | 1 |